# Saul Lieberman
Pour les articles homonymes, voir Lieberman.
Saul Lieberman (hébreu : שאול ליברמן), né le 28 mai 1898 et décédé le 23 mars 1983, aussi connu comme rabbi Shaul Lieberman ou le Gra"sh (Gaon Rabbeinu Shaul), est un rabbin et spécialiste du Talmud. Il est professeur de Talmud au Jewish Theological Seminary of America (JTSA) pendant plus de 40 ans, et pendant de nombreuses années, directeur de l'Institut Harry Fischel en Israël. Il est également président de l'American Academy for Jewish Research.

## Biographie
Né à Motal, près de Pinsk en Biélorussie (alors Empire russe), il étudie dans les yeshivot orthodoxes de Malch et de Slobodka. À Slobodka, il se prend d'amitié pour les rabbis Yitzchak Ruderman et Yitzchok Hutner, deux futurs dirigeants d'importants rabbiniques aux États-Unis. Dans les années 1920, il intégra l'université de Kiev puis, après un court séjour en Palestine mandataire, il continue ses études en France. En 1928, il s'établit à Jérusalem. Il étudie la philologie talmudique et la langue et la littérature grecques à l'université hébraïque de Jérusalem, où il est engagé comme conférencier sur le Talmud en 1931. Il enseigne également au Séminaire des enseignants Mizrachi, et à partir de 1935, est doyen de l'Institut Harry Fischel pour la recherche talmudique à Jérusalem.
En 1940, il est invité à la fois par le rabbi Yitzchok Hutnerà enseigner dans la yeshiva orthodoxe Rabbi Chaim Berlin à New York, et par le JTSA afin de servir de professeur de littérature et d'institutions palestiniennes. Saul Lieberman choisit l'offre du JTSA, en raison d'un désir d'« amener les Juifs américains à s'engager dans l'étude et l'observation des mitzvot ». Dans l'ouvrage Conversations with the Rebbe de Chaim Dalfin (LA: JEC, 1996), p. 54–63, le professeur Haim Dimitrovsky indique que nouvellement engagé au JTSA, il demande au rabbi Menachem Mendel Schneerson des Loubavitch combien de temps il doit rester au séminaire, la réponse fut « aussi longtemps que Lieberman est là ». En 1949, il est engagé comme doyen, puis en 1958 comme recteur du l'école du Séminaire rabbinique.

### Famille
Saul Lieberman est marié de nombreuses années à la fille du rabbin de Minsk Laizer Rabinowitz. Après sa mort, il épouse Judith Berlin (1904-1978), fille du rabbin orthodoxe Meir Bar-Ilan, dirigeant du mouvement Mizrahi. 
Saul Lieberman n'a pas d'enfant.

### Paradoxe personnel?
Peut-être en raison de son implication forte dans la vie du Séminaire rabbinique massorti, Saul Lieberman est parfois accusé (de manière posthume) d'appartenir à la branche conservatrice du judaïsme massorti et de freiner tout changement alors que le mouvement Massorti américain était en plein débat sur la place de la femme à la synagogue. Observant à titre personnel la Halakha de façon orthopraxe, Saul Lieberman insiste pour que tous les services du Hall Stein du Séminaire rabbinique Massorti, où il prie quotidiennement, possèdent une mechitzah bien que l'immense majorité des synagogues massorti n'en possèdent pas. Il s'oppose également à la participation égalitaire des femmes aux services de la synagogue du séminaire bien que le mouvement conservateur ait largement évolué vers cet état. Jusqu'à aujourd'hui, il existe un double service dans le séminaire : l'un égalitariste et l'autre qui ne l'est pas.

## Travaux

### Travaux académiques
En 1929, Saul Lieberman publie Al ha-Yerushalmi, dans lequel il suggère des moyens de correction des corruptions dans le texte du Talmud de Jérusalem et offre des lectures variées du texte du traité de la Sotah. Cet ouvrage fut suivi par : une série d'études de textes sur le Talmud de Jérusalem, publiées dans Tarbiz ; par Talmudah shel Keisaryah (1931), où il postule que les trois premiers traités de l'ordre Nezikin dans le Talmud de Jérusalem ont été compilés à Césarée vers le milieu du IVe siècle apr. J.-C. ; et par Ha-Yerushalmi ki-Feshuto (1934), un commentaire sur les traités Shabbat, Eruvin, et Pesahim du Talmud de Jérusalem.
Son obsession envers le Talmud de Jérusalem lui fit comprendre la nécessité de clarification des sources tannaïtiques (rabbins des deux premiers siècles apr. J.-C.), particulièrement pour celles de la Tossefta, sur laquelle aucun commentaire ne fut proposé par les autorités les plus anciennes et pour l'explication de laquelle peu de spécialistes des dernières générations se sont penchés.
Il publie Tosefet Rishonim en quatre volumes (actuellement en deux volumes), un commentaire sur la Tossefta dans son intégralité avec des corrections de texte basées sur les manuscrits, des premières impressions et des citations trouvées dans les premières autorités. Il publie également Tashlum Tosefta, un chapitre introductif à la deuxième édition de la Tossefta de M. S. Zuckermandel (1937), discutant les citations de la Tossefta par les premières autorités, qui ne se trouvent pas dans le texte.
Des années plus tard, Saul Lieberman revient à l'explication systématique de la Tossefta. Il entreprend la publication du texte de la Tossefta, basée sur des manuscrits et accompagnée de notes explicatives brèves, et d'un commentaire étendu appelé Tosefta ki-Feshutah. Ce dernier combine une recherche philologique et des observations historiques avec une discussion de l'intégralité de la littérature talmudique et rabbinique dans laquelle le texte pertinent de la Tossefta est commenté ou cité. Entre 1955 et 1973, dix volumes de la nouvelle édition sont publiés, représentant les textes et commentaires des ordres Zera'im, Mo'ed et Nashim dans leur intégralité. Plus tard, en 1988, trois volumes posthumes sont publiés sur l'ordre Nezikin, comprenant les traités Bava Kama, Bava Metziah, et Bava Basrah. L'ensemble complet est réédité dans les années 1990 en treize volumes, puis en 2001 à nouveau en douze volumes.
Dans Sifrei Zuta (1968), Saul Lieberman postule que ce Midrash halakha est selon toute probabilité entièrement rédigé par Bar Kappara à Lydda.
Ses deux volumes en anglais, aussi parus dans une traduction en hébreu, Greek in Jewish Palestine (1942) et Hellenism in Jewish Palestine (1950), illustrèrent l'influence de la culture hellénique sur la Palestine juive dans les premiers siècles apr. J.-C.
Parmi ses autres ouvrages, on trouve Sheki'in (1939), sur les légendes et coutumes juives et les sources littéraires trouvées dans les écrits polémiques karaïtes et chrétiens, et Midreshei Teiman (1940), dans lequel il montre que les Midrashim yéménites ont préservé le matériel exégète délibérément omis par les rabbins. Il rédigea une autre version du Midrash Rabbah sur le Deutéronome (1940, 1965, 1974). Dans son optique cette version est courante parmi les Juifs séfarades, alors que le texte standard est celui des Ashkénazes. En 1947, il publie Hilkhot ha-Yerushalmi qu'il identifie comme un fragment d'un travail de Maimonide sur le Talmud de Jérusalem. Saul Lieberman révise aussi le commentaire de la Tossefta Hasdei David, non publié jusqu'à présent, de David Pardo sur l'ordre Tohorot. La première partie de son travail apparait en 1970.
Plusieurs de ses travaux sont édités dans des éditions nouvelles et révisées. Saul Lieberman est rédacteur en chef d'une nouvelle édition critique de la Mishné Torah de Maimonide (vol. 1, 1964), et comme rédacteur des séries judaïques de l'université Yale, où il travaille avec Herbert Danby, expert anglican de la Mishnah, de manière rapprochée. Il dirige aussi de nombreuses publications académiques.
Il contribue par de nombreuses études à des publications académiques comme à des notes pour des livres de ses collègues. Dans ces travaux, il s'étend sur les divers aspects du monde des idées des rabbins, apporte un éclairage sur les évènements de la période talmudique, et élucide de multiples mots et expressions de la littérature talmudique et midrashique.
Il publie aussi un travail midrashique jusqu'alors inconnu qu'il construit minutieusement en associant un pamphlet anti-juif de Ramón Martí, et des leçons variées de rabbins médiévaux. Ce texte midrashique est perdu en raison d'un perdu en raison d'une censure et d'une interdiction ecclésiastiques importantes. Le travail de Saul Lieberman est publié lorsqu'il dirige Machon Harry Fishel.
Jacob Neusner, un expert de l'histoire du judaïsme rabbinique de premier plan, critique le fond du travail de Saul Lieberman comme étant idiosyncratique par l'absence d'une méthodologie valide et la présence d'autres défauts importants (voir les sources ci-dessous). Cependant, dix ans plus tôt, dans un article publié peu de temps après sa mort, Saul Lieberman critique fortement l'absence d'expertise de Jacob Neusner dans les traductions tardives des trois traités des Yerushalmi. Meir Bar Ilan, neveu de Saul Lieberman, accuse Jacob Neusner de biais à l'encontre de ce dernier en raison de griefs personnels.

### La clause Lieberman, une solution au problème de la Agunah
Saul Lieberman est à l'origine de l'inclusion d'une clause spécifique dans la ketuba afin de résoudre le problème du remariage d'une femme n'ayant pas obtenu de divorce religieux.

## Il étudie avecÉlie Wiesel
Pendant de nombreuses années, Saul Lieberman et Élie Wiesel étudient ensemble. À la mort de Lieberman, Wiesel cesse d'aller au JTS.

## Prix et distinctions
Membre honoraire de l'Académie de la langue hébraïque, membre de l'American Academy of Arts and Sciences, et de l'Académie israélienne des sciences et lettres, Saul Lieberman est lauréat :
- en 1957, du prix Bialik pour la pensée juive[8].
- en 1971, du prix Israël pour les études juives[9].
- en 1976, du prix Harvey décerné par le Technion.

## Sources
- (en) Cet article est partiellement ou en totalité issu de l’article de Wikipédia en anglais intitulé « Saul Lieberman » (voir la liste des auteurs).
- (en) Saul Lieberman and the Orthodox. Marc B. Shapiro. University of Scranton Press. 2006.  (ISBN 1589661230)
- (en) Saul Lieberman: the man and his work / Elijah J. Schochet et Solomon Spiro. New York: Jewish Theological Seminary of America, 2005.
- (en) Saul Lieberman, Rabbinic Interpretation of Scripture et The Hermeneutic Rules of the Aggadah dans Hellenism in Jewish Palestine JTS, NY, 1994.
- (en) Seventy Faces Norman Lamm, Moment Vol. II, No. 6 juin 1986/Sivan 5746.
- (en) Tradition Renewed : A History of the Jewish Theological Seminary of America, Vol. II, p. 450, 474, JTS, NY, 1997
- (en) Article du Rabbi Emmanuel Rackman publié dans The Jewish Week, 8 mai 1997, page 28.
- (en) Jacob Neusner, Why There Never Was a “Talmud of Caesarea.” Saul Lieberman’s Mistakes. Atlanta, 1994: Scholars Press for South Florida Studies in the History of Judaism.